# Memminger Prozess
Der Memminger Prozess fand von September 1988 bis Mai 1989 vor dem Landgericht Memmingen gegen den Arzt Horst Theissen (1938–2020) wegen des Verdachtes des illegalen Schwangerschaftsabbruches in mehreren Fällen statt. Das Verfahren fiel in die Zeit einer aufgeheizten politischen und gesellschaftlichen Debatte um die Rechtmäßigkeit von Schwangerschaftsabbrüchen. Darüber hinaus wurden wegen der Art der Verfahrensführung und der Zeugenvernehmung vielfach Zweifel an der Neutralität der Strafkammer geäußert.
So wurde der Prozess auch als „Moderner Hexenprozess“ bezeichnet. Theissen wurde am 5. Mai 1989 wegen Schwangerschaftsabbruch und Steuerhinterziehung erstinstanzlich zu einer Gesamtfreiheitsstrafe von zweieinhalb Jahren verurteilt, zudem wurde ein dreijähriges Berufsverbot verhängt. Nach erfolgreicher Revision wurde der Arzt in der Hauptverhandlung zu einer zur Bewährung ausgesetzten Freiheitsstrafe von eineinhalb Jahren verurteilt; ein Berufsverbot wurde diesmal nicht ausgesprochen.

## Das politische Umfeld
Nach dem Zweiten Weltkrieg wurde in der Bundesrepublik Deutschland zunächst das Verbot von Schwangerschaftsabbrüchen beibehalten. Während in der DDR ab 1950 basierend auf dem Gesetz über den Mutter- und Kinderschutz und die Rechte der Frau zunächst eine indikationsbasierte Rechtslage und ab 1972 mit der Verabschiedung des Gesetzes über die Unterbrechung der Schwangerschaft eine Fristenregelung galt, war ein Schwangerschaftsabbruch in Westdeutschland weiterhin strafbar, wenn keine medizinische Indikation vorlag. Im Zuge der Frauenbewegung setzte sich dann eine liberalere Sichtweise durch, die 1974 auch in der Bundesrepublik zum Beschluss einer Fristenregelung führte. Hiernach sollte ein Abbruch in den ersten zwölf Wochen der Schwangerschaft prinzipiell straffrei sein. Gegen dieses Gesetz stellten CDU und CSU einen Normenkontrollantrag beim Bundesverfassungsgericht, welches das Gesetz für nichtig und die Regelung in seinem Urteil für mit dem Grundgesetz unvereinbar erklärte. Als Alternative wurde eine Indikationslösung angeregt, so dass der Bundestag 1976 eine Neufassung der §§ 218 und 219 StGB verabschiedete. Danach war ein Schwangerschaftsabbruch nur beim Vorliegen einer medizinischen, kriminologischen, eugenischen oder einer Notlageindikation straffrei.
Das neue Bundesgesetz ließ den einzelnen Ländern relativ breiten Spielraum, wie die Beratung zur Indikationsfeststellung und der Schwangerschaftsabbruch selbst durchzuführen waren, um straffrei zu bleiben. Dies führte beispielsweise dazu, dass in Bayern und Baden-Württemberg Abbrüche seit 1980 nur noch stationär mit einem mehrtägigen Krankenhausaufenthalt durchgeführt werden durften; zudem waren nur wenige Krankenhäuser bereit, Abbrüche überhaupt vorzunehmen.
Die Gerichte in den einzelnen Bundesländern legten bei der Beurteilung der Rechtmäßigkeit einer Indikation sehr unterschiedliche Maßstäbe an. Insbesondere bayerische Gerichte urteilten relativ streng, was Zumutbarkeiten bei einer Notlageindikation anging, durch die damals etwa 80 % der Schwangerschaftsabbrüche begründet wurden. Dies hatte zur Folge, dass die meisten Frauen aus Bayern und Baden-Württemberg Schwangerschaftsabbrüche ambulant in Hessen vornehmen ließen oder gleich in die Niederlande fuhren.

## Die Vorgeschichte

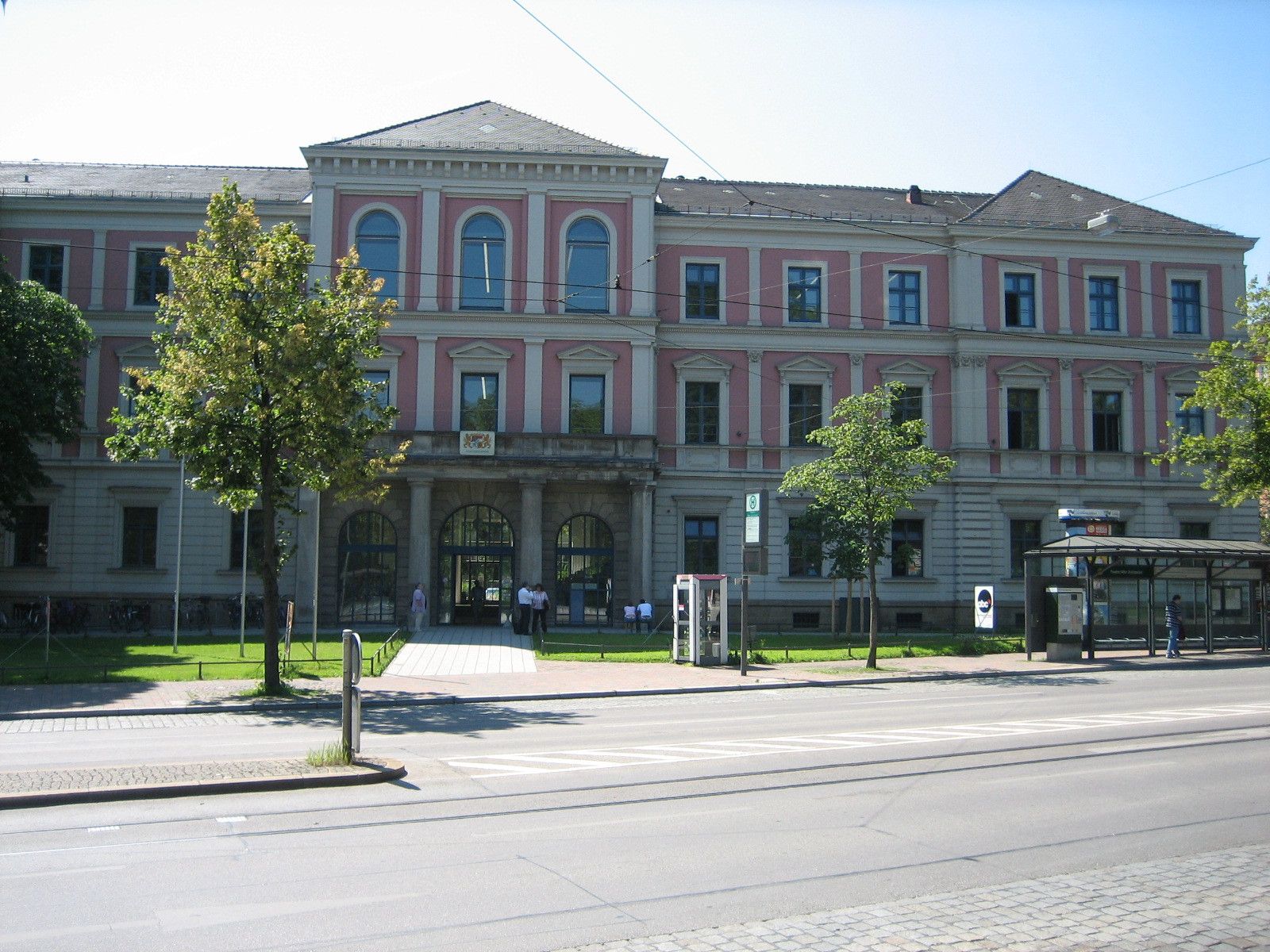
Amtsgericht Augsburg (Justizpalast)

Horst Theissen eröffnete 1974 seine Praxis als niedergelassener Frauenarzt in Memmingen. Nach jahrelanger Tätigkeit wurde er im Jahr 1986 wegen Steuerhinterziehung anonym angezeigt. Wie sich später herausstellte, stammte diese Anzeige von einer ehemaligen Arzthelferin, mit der es Differenzen gegeben hatte. Im Zuge der Ermittlungen wurden die Geschäftsunterlagen der Arztpraxis beschlagnahmt, darunter auch die Patientenkartei. Die Steuerfahndung reichte diese Kartei unaufgefordert an die Memminger Staatsanwaltschaft weiter, die wiederum vor Gericht die Beschlagnahmung beantragte, nun aber in einer Strafsache wegen illegalen Schwangerschaftsabbruchs.
Während die Steuerstrafsache durch die Kooperation von Theissen relativ schnell beendet werden konnte (im Februar 1987 wurde er vom Amtsgericht Augsburg zu einer Freiheitsstrafe von 15 Monaten, die zur Bewährung ausgesetzt wurde, verurteilt), gewann das Strafverfahren wegen Schwangerschaftsabbruch eine eigene Dynamik: Alle Patientinnen, bei denen nach 1980 ein Abbruch vorgenommen wurde, wurden befragt. Gegen 279 Frauen und 78 Männer wurden Ermittlungsverfahren wegen illegalen Schwangerschaftsabbruchs oder Beihilfe dazu eingeleitet. Die meisten davon endeten mit einem Strafbefehl. Nur wenige der Verurteilten legten Einspruch ein und riskierten ein öffentliches Gerichtsverfahren.

## Das Verfahren

### Der Verfahrensbeginn

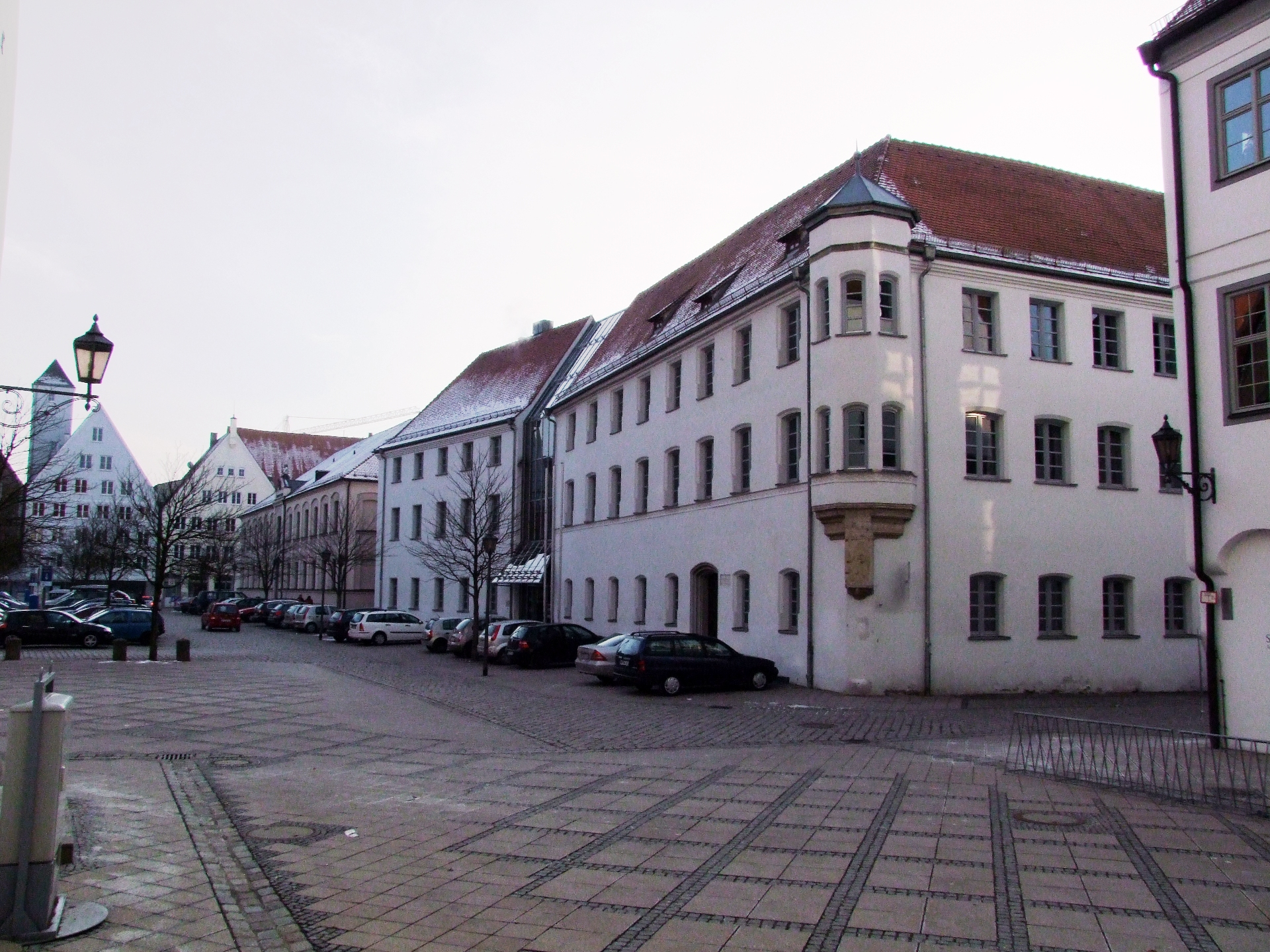
Das Landgericht in Memmingen am Hallhof

Die Hauptverhandlung gegen Theissen wurde am 8. September 1988 vor der 1. Strafkammer des Memminger Landgerichts eröffnet. Die Kammer bestand aus dem vorsitzenden Richter Albert Barner, den weiteren Berufsrichtern Axel Heinrich und Detlef Ott sowie zwei Schöffen. Die Staatsanwaltschaft wurde durch die Staatsanwälte Herbert Krause und Johann Kreuzpointner vertreten. Theissen wurde von den drei Rechtsanwälten Wolfgang Kreuzer, Sebastian Cobler und Jürgen Fischer verteidigt.
Gleich zu Beginn der Verhandlung beantragte die Verteidigung die Einstellung des Verfahrens, weil die Beschlagnahmung der Patientenkartei als zentrales Beweismittel rechts- und verfassungswidrig gewesen sei. Begründet wurde dies damit, dass bei der Beschlagnahmung durch die Staatsanwaltschaft kein Anfangsverdacht bestanden habe, das Beweismittel somit juristisch verdorben sei und die enthaltenen Daten (auch gemäß früheren Urteilen des Bundesverfassungsgerichts) einen besonderen Vertrauensschutz besäßen. Der Antrag wurde vom Gericht abgelehnt.
In der Folgezeit stellten die Verteidiger mehrere Befangenheitsanträge, weil sich Mitglieder der Strafkammer innerhalb und außerhalb des Verfahrens in einer Weise geäußert hätten, die als Voreingenommenheit verstanden werden könnten. Auch diese Anträge wurden abgelehnt.
Interessant hieran war, dass die insgesamt sieben Richter der beiden Strafkammern des Gerichts sich dabei gegenseitig Unbefangenheit bescheinigten, bis schließlich das Oberlandesgericht München in Ermangelung entscheidungsbefugter Richter vor Ort einschreiten musste. Dieses Vorgehen der Memminger Richter stellte bereits vor Prozessende einen Revisionsgrund dar und ging als „Befangenheitskarussell“ in die Berichterstattung ein.

### Die Zeugenvernehmung
Vor Beginn des Verfahrens verschickte das Gericht einen mit der Staatsanwaltschaft ausgearbeiteten Fragebogen an alle Zeuginnen, die von Theißen einen Schwangerschaftsabbruch hatten vornehmen lassen. Hierin wurde nicht nur nach der ärztlichen Betreuung und Beratung vor und nach dem Eingriff gefragt, sondern auch nach persönlichen, familiären und finanziellen Verhältnissen. Den Zeuginnen wurde in Aussicht gestellt, bei vollständiger und wahrheitsgemäßer Beantwortung nicht persönlich vor Gericht erscheinen zu müssen. 156 Frauen wurden als Zeuginnen vorgeladen, ihre Namen wurden im Prozess verlesen, 79 von ihnen wurden vor Gericht vernommen und teilweise öffentlich zu intimsten Details befragt, den übrigen 77 blieb schließlich der Auftritt vor Gericht erspart.
Die Art des Umgangs mit den Zeuginnen seitens der Richter und der Staatsanwälte führte zu starken Reaktionen in Presse und Öffentlichkeit und machte den Prozess bundesweit bekannt. Die angespannte Atmosphäre wurde auch dadurch deutlich, dass die Staatsanwaltschaft einzelne Zeuginnen im Laufe des Prozesses versehentlich mit „Angeklagte“ anredete. Der den Zeuginnen zugesandte Fragebogen schlug so hohe Wellen, dass er in einer Aktuellen Stunde des Bundestages zur Abtreibungsthematik zitiert wurde.
Die geladenen Sachverständigen machten deutlich, dass die Entscheidung, ob eine Notlage für die Patientin vorliege, in jedem Fall eine Gratwanderung für den Arzt sei und immer im Kontext des Einzelfalls betrachtet werden müsse. Demgegenüber vertraten Gericht und Staatsanwaltschaft die Auffassung, dass die Gründe für einen Abbruch auch später gerichtlich nachvollziehbar sein müssen. Die Ansicht, dass die Gültigkeit der ärztlichen Erkenntnis allein Grundlage des Handelns sein könne, schaffe hier rechtsfreie Räume.

### Austausch eines Richters
Am 13. März 1989 berichtete das Nachrichtenmagazin Der Spiegel, dass der beisitzende Richter Detlef Ott im Sommer 1980 an einem Schwangerschaftsabbruch seiner damaligen Freundin mitgewirkt habe. Das Paar sei zu diesem Zweck nach Hessen gefahren, weil die einzige Möglichkeit vor Ort die Praxis des späteren Angeklagten Theißen war. Der betreffende Richter habe also genau das getan, was mehreren anderen Männern Anzeigen wegen Beihilfe zum Schwangerschaftsabbruch eingetragen habe. Gerade Ott, der selbst in soliden finanziellen Verhältnissen lebte, hatte besonders nachdrücklich Fragen zu den finanziellen Verhältnissen der Zeuginnen gestellt.
Dem darauf gestützten Ablehnungsgesuch der Verteidigung gegen Ott gab das Gericht schließlich statt. Sein Platz wurde von der jungen Ergänzungsrichterin Brigitta Grenzstein eingenommen.
Der weitere Antrag auf Einstellung des Verfahrens, weil das Verhalten des befangenen Richters das Verfahren in einem solchen Ausmaß beschädigt habe, dass eine objektive Struktur des Prozesses nicht mehr gewährleistet sei, lehnte das Gericht nach zweitägiger Beratung ab.

### Plädoyer der Staatsanwaltschaft
Die Staatsanwaltschaft vertrat in ihrem Plädoyer den Standpunkt, dass ein Schwangerschaftsabbruch mit einem Tötungsdelikt gleichzusetzen sei und daher bei der Bewertung der in § 218 StGB genannten Ausnahmen strengste Maßstäbe angelegt werden müssten.
Unter dem Hinweis der Möglichkeit finanzieller Beihilfen, staatlicher Betreuungseinrichtungen und der Möglichkeit, ein Kind zur Adoption freizugeben, sah die Staatsanwaltschaft in keinem einzigen Fall eine Notlageindikation. Auch der drohende Verlust des Arbeitsplatzes oder die Abhängigkeit von Sozialhilfe waren aus ihrer Sicht keine ausreichenden Rechtfertigungsgründe.
In einem über achtstündigen Plädoyer handelten die beiden Staatsanwälte abwechselnd jeden der insgesamt 156 Fälle einzeln ab. Die Beschreibungen der Begleitumstände ließen Schlüsse auch auf die Identität der 79 Frauen zu, die vorher noch zu ihrem Schutz in nichtöffentlichen Sitzungen aussagen durften.
Die Staatsanwaltschaft forderte eine Freiheitsstrafe von mehr als zwei Jahren, die also nicht mehr zur Bewährung ausgesetzt werden kann, und ein mehrjähriges Berufsverbot.

### Plädoyer der Verteidigung
Das Plädoyer der Verteidigung bestand aus drei Teilen: Zunächst analysierte Fischer die Urteile und Gesetzesauslegungen seit dem Urteil des Bundesverfassungsgerichts zum Schwangerschaftsabbruch von 1972. Im Gegensatz zur Staatsanwaltschaft ging er davon aus, dass die richterliche Erkenntnis die ärztliche nicht ersetzen kann und auch nicht darf. Kreuzer knüpfte hieran an, nahm exemplarisch die Fälle einiger Frauen und zeigte Widersprüche bei der Bewertung der Notlagesituationen durch die Staatsanwaltschaft auf.
Cobler kritisierte schließlich, dass der Begriff Notlage im Prozess oft nur als finanzielle Notlage interpretiert wurde, die buchhalterisch erfassbar sein müsse. Das Plädoyer der Staatsanwaltschaft kommentierte er mit den Worten:

„Wenn es nach der Staatsanwaltschaft ginge, dann gäbe es hier nicht eine einzige Notlage die von Belang wäre – außer vielleicht der des trefflichen Richters Ott.“

Die Verteidigung sah in den Fällen, in denen Theissen gegen die Vorschrift der Indikationsfeststellung durch einen zweiten Arzt verstoßen hatte, eine Verwarnung mit Strafvorbehalt als ausreichend an. Im zentralen Anklagevorwurf, Verstoß gegen § 218 StGB, forderte sie Freispruch.

### Das Urteil

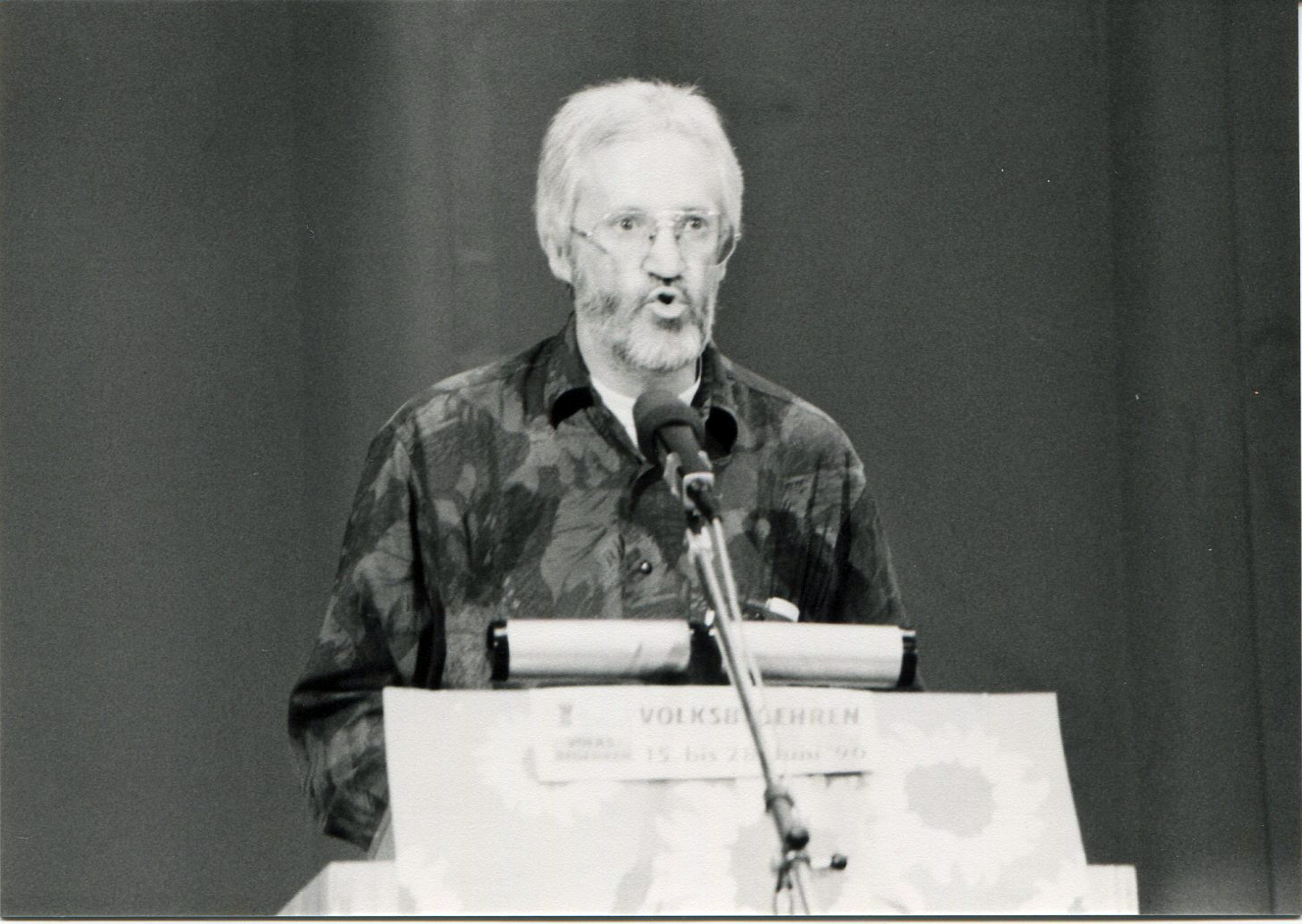
Dr. Horst Theissen, 1990

Im Mai 1989 wurde Theissen wegen mehrfachen Schwangerschaftsabbruchs unter Einbeziehung der bereits rechtskräftigen Verurteilung wegen Steuerhinterziehung zu einer Gesamtfreiheitsstrafe von zweieinhalb Jahren verurteilt, zudem wurde ein dreijähriges Berufsverbot verhängt. In der mündlichen Urteilsbegründung schloss sich Richter Barner inhaltlich zu großen Teilen der Argumentation der Staatsanwaltschaft an. Die ärztliche Erkenntnis dürfe sich der gerichtlichen Überprüfung nicht entziehen, die Schwierigkeiten der Lebenswirklichkeit seien nicht automatisch eine Notlage. Aufgrund der Anzahl der Gesetzesverstöße komme eine Bewährungsstrafe nicht mehr in Frage.

## Nach dem ersten Urteil
Nach dem Urteil legte Theissen Revision beim Bundesgerichtshof ein. Dieser hob das Urteil im Dezember 1991 im Strafausspruch auf und verwies das Verfahren zur erneuten Hauptverhandlung an das Landgericht Augsburg zurück, weil „aufgrund der vergifteten Atmosphäre in Memmingen ein objektives Urteil nicht mehr gewährleistet scheint“. In der erneuten Hauptverhandlung wurde der Arzt schließlich im Januar 1994 zu einer zur Bewährung ausgesetzten Gesamtfreiheitsstrafe von eineinhalb Jahren verurteilt; ein Berufsverbot wurde nicht verhängt.
Theissen erhob wegen der Verwertung der Patientenkartei im Prozess Verfassungsbeschwerde beim Bundesverfassungsgericht, die im Mai 2000 nicht zur Entscheidung angenommen wurde. Er arbeitete zu diesem Zeitpunkt als Arzt in einer Praxis für Naturheilkunde und Homöopathie in Hessen. Später lebte er in Hildesheim. Dort starb er am 25. Juni 2020.
Von den ursprünglich 156 Fällen in der Anklageschrift des Memminger Prozesses wurden 77 im Laufe des Verfahrens eingestellt. Von den übrigen 79 Fällen wurde im erstinstanzlichen Urteil 36 Mal auf illegalen Schwangerschaftsabbruch nach § 218 StGB und vier Mal auf Versuch hierzu erkannt. Bei den anderen 39 Fällen wurde zwar keine Indikationsfeststellung durch einen zweiten Arzt vorgenommen (Verstoß gegen § 219 StGB), das Vorliegen einer Notlage aber implizit durch das Gericht anerkannt.
Im Nachhinein betrachtet hatten die meisten der 259 Frauen, die im Vorfeld des Prozesses Strafbefehle vom Memminger Amtsgericht erhalten und sich nicht gerichtlich dagegen gewehrt hatten, diese unnötigerweise bezahlt.